# (9622) Terryjones
(9622) Terryjones est un astéroïde de la ceinture principale.

## Description
(9622) Terryjones est un astéroïde de la ceinture principale. Il fut découvert le 21 mars 1993 à La Silla par le programme UESAC. Il présente une orbite caractérisée par un demi-grand axe de 2,26 UA, une excentricité de 0,19 et une inclinaison de 5,8° par rapport à l'écliptique.

## Compléments